# 格雷格鎮區 (印地安納州摩根縣)
格雷格鎮區（英語：Gregg Township）是位於美國印地安納州摩根縣的一個行政鎮區。

## 地方資料
根據2010年美國人口普查的數據，格雷格鎮區的面積為66.40平方千米，當中陸地面積為65.90平方千米，而水域面積為0.50平方千米。當地共有人口2930人，而人口密度為每平方千米44.13人。